# Episodi de I miei due papà (terza stagione)
La terza stagione della serie televisiva I miei due papà è stata trasmessa in anteprima negli Stati Uniti d'America dalla NBC tra il 24 settembre 1989 e il 30 aprile 1990.
| nº | Titolo originale                       | Titolo italiano | Prima TV USA      | Prima TV Italia |
| -- | -------------------------------------- | --------------- | ----------------- | --------------- |
| 1  | That's No Lady, That's My Mother       |                 | 24 settembre 1989 |                 |
| 2  | Say Goodnight, Gracie                  |                 | 1º ottobre 1989   |                 |
| 3  | Love and Learn                         |                 | 15 ottobre 1989   |                 |
| 4  | You Can Count on Me                    |                 | 22 ottobre 1989   |                 |
| 5  | Joey Gets Pinned                       |                 | 29 ottobre 1989   |                 |
| 6  | Story in Development                   |                 | 1º novembre 1989  |                 |
| 7  | Duel                                   |                 | 5 novembre 1989   |                 |
| 8  | Dad Patrol                             |                 | 8 novembre 1989   |                 |
| 9  | Pop, the Question                      |                 | 15 novembre 1989  |                 |
| 10 | Thanks for the Memories                |                 | 22 novembre 1989  |                 |
| 11 | Class                                  |                 | 29 novembre 1989  |                 |
| 12 | I'm Dreaming of a Holiday Episode      |                 | 20 dicembre 1989  |                 |
| 13 | Power Struggle                         |                 | 10 gennaio 1990   |                 |
| 14 | Bye Bye Baby                           |                 | 21 gennaio 1990   |                 |
| 15 | Environ-mental Case                    |                 | 5 marzo 1990      |                 |
| 16 | Party, Sweet 16: See Appendix          |                 | 12 marzo 1990     |                 |
| 17 | It's My Art, and I'll Die If I Want To |                 | 19 marzo 1990     |                 |
| 18 | To Thine Own Elf Be True               |                 | 26 marzo 1990     |                 |
| 19 | You Only Surprise the Ones You Love    |                 | 2 aprile 1990     |                 |
| 20 | Kind of a Drag                         |                 | 16 aprile 1990    |                 |
| 21 | When You Wish...                       |                 | 23 aprile 1990    |                 |
| 22 | See You in September?                  |                 | 30 aprile 1990    |                 |